# ديبورا بيل
ديبورا بيل (بالإنجليزية: Deborah Bell) هي رسامة وفنانة جنوب أفريقية، ولدت في 1957 في جوهانسبرغ في جنوب أفريقيا.